# Ośnieża górska

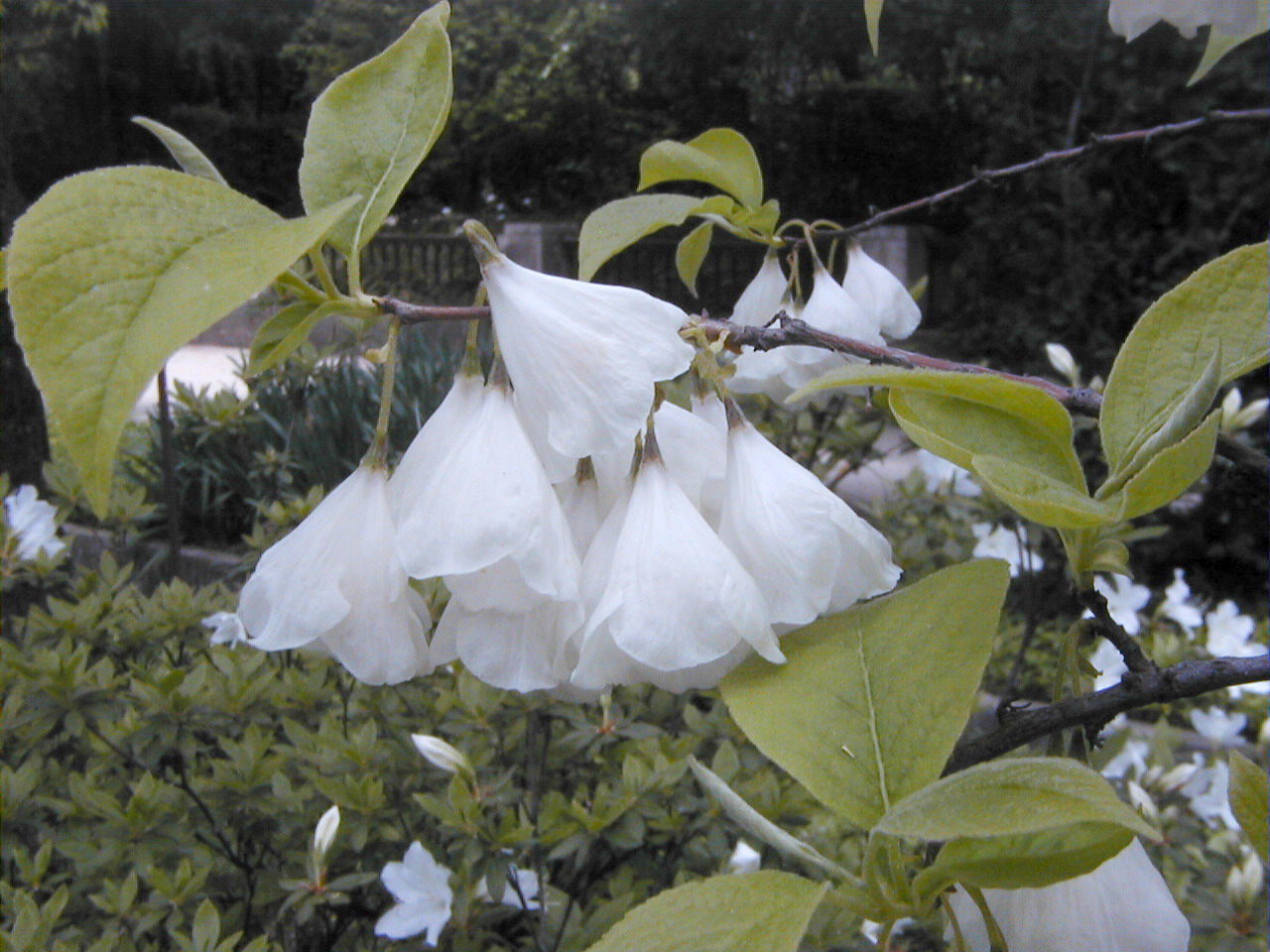

Ośnieża górska, o. drzewiasta (Halesia monticola) – gatunek lub odmiana (w zależności od ujęcia taksonomicznego) rośliny należący do rodziny styrakowatych. Pochodzi z USA, gdzie występuje w południowo-wschodniej jego części od stanu Floryda po Ohio (strefa klimatyczna 6-9). W Polsce można go spotkać w niektórych ogrodach botanicznych, jest również wprowadzany do uprawy jako roślina ozdobna. Jednak w uprawie jest bardzo rzadki. Polska nazwa rodzajowa pochodzi od tego, że pod kwitnącą ośnieżą opadłe płatki kwiatów gęsto pokrywają ziemię jak śnieg.

## Systematyka
W większości dotychczasowych ujęć taksonomicznych jest to gatunek Halesia monticola (Rehd.) Sarg. (ośnieża górska). Jednak według GRIN Taksonomy for Plants, bazującej na najnowszych badaniach cytogenetycznych jest to tylko odmiana ośnieży czteroskrzydłej Halesia tetraptera var. monticola (Rehder) Reveal & Seldin).

## Morfologia
PokrójDrzewo osiągające w swojej ojczyźnie wysokość do 25 m. Największa w Polsce ośnieża górska osiągnęła w wieku 48 lat wysokość 18,5 m i średnicę pnia 45 cm w pierśnicy. Pień prosty, korona stożkowata u młodych drzew, zaokrąglona u starszych.
LiścieUlistnienie skrętoległe. Liście pojedyncze, ogonkowe, drobno piłkowane, eliptyczne z wyraźnie zaostrzonym końcem i nasadą.
KwiatyBiałe, zwieszające się na długich szypułkach, dzwonkowate, wyrastają w pęczkach po 2–5. Mają długość ok. 2 cm.
OwocPodłużny, twardy, oskrzydlony pestkowiec o długości do 5 cm. Skrzydełka są zaokrąglone i szerokie.
Gatunki podobneOśnieża karolińska. Jest mniejsza, często krzewiasta, ma mniejsze kwiaty i liście. Najłatwiej dostrzegalne są różnice w budowie owoców: u ośnieży karolińskiej pestkowce są mniejsze, a ich skrzydełka węższe i zwężające się ku nasadzie. Według niektórych botaników ośnieża górska jest tylko odmianą geograficzną o. karolińskiej. Zdają się to potwierdzać doświadczenia z uprawą obydwu tych gatunków w Arboretum SGGW w Rogowie; z nasion ośnieży karolińskiej wyrastały często okazy podobne do ośnieży górskiej i odwrotnie.

## Biologia i ekologia
Roślina wieloletnia, megafanerofit. Wszystkie kwiaty zakwitają równocześnie wczesną wiosną na początku rozwoju liści, równocześnie też opadają. W swojej ojczyźnie rośnie w górach na wysokości 900–1200 m n.p.m.

## Uprawa
- Wymagania. Roślina jest odporna na mróz (w arboretum w Rogowie wytrzymywała bez większych uszkodzeń temperatury do –31 °C). Najlepiej rośnie na próchnicznej, żyznej i lekko kwaśnej glebie w nasłonecznionym i osłoniętym miejscu.
- Rozmnażanie. Najłatwiej poprzez nasiona. Wymagają one stratyfikacji. Jednak otrzymane z roślin rosnących w naszym klimacie kiełkują bardzo słabo. W arboretum w Rogowie wysiewano nasiona do skrzynek przechowywanych zimą w inspekcie. W drugim roku po wysianiu kiełkowało ich 5%. Możliwe, ale trudne jest rozmnażanie przez sadzonki pobierane w lipcu–sierpniu i przetrzymywane przez zimę w ciepłym pomieszczeniu.